# Distrito de San Francisco (Ambo)
El Distrito peruano de San Francisco es uno de los 8 distritos de la provincia de Ambo, ubicada en el Departamento de Huánuco, bajo la administración del Gobierno Regional de Huánuco, Perú. Limita por el norte con la provincia de Huánuco; por el sur con el Departamento de Pasco; por el este con el distrito de Cayna y; por el oeste con la provincia de Lauricocha.
Desde el punto de vista jerárquico de la Iglesia católica forma parte de la diócesis de Huánuco, sufragánea de la arquidiócesis de Huancayo.

## Historia
El distrito fue creado mediante ley N.º 9817 del 21 de septiembre de 1943, en el primer gobierno del Presidente Manuel Prado Ugarteche.

## Geografía
La población total en este distrito es de 3 673 personas y tiene un área de 121,21km². 

## Autoridades

### Municipales
- 2019 - 2022[5]
  - Alcalde: Constantino Ricapa Carhuas, de Acción Popular.
  - Regidores:

  1. Geovani Edau Daga Rojas (Acción Popular)
  2. Vicente Quinto Osorio (Acción Popular)
  3. Mirian Adelayda Berrospi Soto (Acción Popular)
  4. Wilfredo Beraun Soto (Acción Popular)
  5. Julio Rubén Chamorro Tello (Avanza País - Partido de Integración Social)

Alcaldes anteriores
- 2015 - 2019: Agustín García, Avanzada Regional Independiente Unidos por Huánuco (ARI)
- 2011 - 2014:[6] Oscar Meza Calero, del Movimiento Independiente Trabajemos Juntos Por Huánuco (TJxH).
- 2007 - 2010: César Morales Negrete.

### Policiales
- Comisario: Mayor PNP .

## Galería
- Wikimedia Commons alberga una categoría multimedia sobre Distrito de San Francisco.